# Животна средина у Кини
Кинеско окружење обухвата различите биоме, климе и геологије. Брза индустријализација, раст становништва и опуштен надзор околине проузроковали су многа еколошка питања и загађење великих размера.

## Геологија
Кина је по површини четврта држава по величини, па је геолошки разнолика земља. Геологија Кине може се поделити на неколико делова, на лесној заравни, на алувијалним истоку Кине, планинским подручјима јужно од реке Јангцекјанг и други.

## Биота

### Дивљина
Кина је дом разноликог пејзажа дивљих животиња. Сматра се једном од мегадивеверзалних земаља на свету. Многе животињске врсте су ендемске за Кину.

### Флора
Кина има разнолику флору, са више од 30.000 домаћих биљних врста.

## Клима

### Климатске промене
Став кинеске владе о климатским променама је споран. Кина је тренутно највећи светски емитер угљен-диоксида, мада не и кумулативни. Кина је ратификовала протокол из Кјота, али као земља која није део анекса I није обавезна да ограничава емисије гасова стаклене баште према условима споразума.

## Заштићена подручја Кине
У Кини постоји неколико облика заштићених подручја. Свака врста заштићеног подручја заштићена је на националном, покрајинском или жупанијском нивоу.

## Еколошки проблеми
Брза индустријализација, раст становништва и опуштен надзор околине проузроковали су многа еколошка питања, попут загађења великих размера у Кини. Од 2013. године, Пекинг, који лежи у топографској посуди, има значајну индустрију, а греје се на угаљ, подлеже ваздушним инверзијама што резултира изузетно високим нивоом загађења у зимским месецима.
У јануару 2013, фине честице у ваздуху које представљају највећи здравствени ризик порасле су чак 993 микрограма по кубном метру у Пекингу, у поређењу са смерницама Светске здравствене организације које не прелазе 25. Светска банка процењује да се шеснаест најзагађенијих светских градова налазе у Кини.
Према Џареду Дајмонду, шест главних категорија еколошких проблема Кине су: загађење ваздуха, воде, проблеми са земљиштем, уништавање станишта, губитак биодиверзитета и мега пројекти. Дајмонд такође наводи да је „Кина запажена због учесталости, броја, обима и штете од својих природних катастрофа“.
Многи кинески грађани почели су се питати да ли је загађење ваздуха узрок повећања рака плућа. Ово питање је почело да се намеће јер грађани у Кини морају стално носити маске за лице како би избегли удисање опасних честица. Неки стручњаци се слажу да је то разлог, али други кажу да нема довољно доказа. Ванг Нинг, заменик директора Пекиншке канцеларије за превенцију и контролу, каже да је забележио пораст одређеног карцинома названог аденикарцинома, који је слуз која се посматра као нежељени ефекат загађења. Кинеска стопа рака плућа износи 32% свих пацијената са раком плућа у свету. У међувремену, како се рак плућа повећава, рак желуца, једњака и грлића материце смањили су се у Кини.